# Calathea roseopicta
Calathea roseopicta (синоним Goeppertia roseopicta) е вид растение от семейство Marantaceae, родом от северозападна Бразилия.

## Описание
Calathea roseopicta е вечнозелено многогодишно растение, образуващо се на туфи, нарастващо до 50 см, много подобно на Goeppertia makoyana. Големите заоблени листа са тъмнозелени отгоре, червени отдолу, маркирани силно с кремави или розови ивици, „боядисани“ по жилите и средата с „пернати“ полета.

## Употреба
Ползва се като декоративно растение, а в умерените райони се отглежда на закрито като стайно растение.

## Отглеждане
Растението е нежно, вирее с минимална температура от 16 °C. Необходима е постоянна температура от 18 – 24 °C, високи нива на влажност през цялото време и ярка непряка светлина. Под синонима Goeppertia roseopicta растението е печелило Наградата за градински заслуги на Кралското градинарско общество.